# 7935 Beppefenoglio
A 7935 Beppefenoglio (ideiglenes jelöléssel (7935) 1990 EZ5) a Naprendszer kisbolygóövében található aszteroida. Henri Debehogne fedezte fel 1990. március 1-én.